# マジカルトワイライト
『マジカルトワイライト』は悠宇樹による成人向け漫画。茜新社より1992年単行本で発行された（ISBN 4-87182-061-0）。また、これを元にしたビデオアニメシリーズ（全3巻）。

## 登場人物
立花 司（たちばな つかさ）
3人の魔女から狙われることになった予備校生。友人と共にマンガ原作にも登場。
チップル
白魔法界の落ちこぼれ魔女。司の好感を得る事が卒業試験合格の条件。
アイリン
チップルのライバル。チップルとは同じ課題を与えられており、かつ互いに不正がないか監視し合う関係。
リブ
黒魔法界の魔女。やはり試験のため司の命を狙う。マンガ原作にも登場。
あやこ
温泉旅館肋屋（あばらや）の女将。未亡人。一人娘とうまくいっていない。
みのり
女将の一人娘。歌手になりたくて家を出たいと考えている。
せいいち
ソープランドを経営する家から逃げ出して来た旅館の男性客。

## アニメ
アニメ『マジカルトワイライト (1) 』は、1994年に誕生したピンクパイナップルレーベル第1弾作品のひとつとして『同級生 夏の終りに』、『美しき性の伝道師麗々』と共に同時発売された。
悠宇樹による同名の成人向け短編マンガ（茜新社刊の同名の短編集に収録）をもとに魔法少女の要素と成年コミックの要素を併せ持つ「魔法少女アダルト・バージョン」として制作されている。
アニメオリジナルキャラクターとして魔女チップルを登場させるなど、原作の登場人物やストーリーにオリジナル設定を加え、立花司とチップルの恋愛ものアニメとなった。シリーズ化された『マジカルトワイライト2』『マジカルトワイライト3』では、舞台を山奥の温泉宿に移し、より深く二人の関係に踏み込んだ前後編となっている。
第1巻となる『マジカルトワイライト』はR指定作品（15禁）だったが、第2巻と第3巻（最終巻）は成人指定作品となった。後に『マジカルトワイライト全集』としてDVD化されたときには成人指定に統一された。

### スタッフ
- 原作 - 悠宇樹
- 企画 - 渡辺欽哉 (1)
- 監督 - 小村敏明
- キャラクターデザイン - 三原順一
- 作画監督 - 高橋明信 (1-2) 、木下ゆうき (3)
- 美術監督 - 東條俊寿 (1) 、杉浦正一郎 (2-3)
- 撮影監督 - 橋本和典
- 音響監督 - 岩浪美和
- エグゼクティブプロデューサー - 蘭光太郎 (1)
- プロデューサー - 望月雄太郎、渡辺欽哉 (2-3)
- アニメーション制作 - AIC

### シリーズ
1. マジカルトワイライト（1994年7月8日発売）
2. マジカルトワイライト2（1995年5月26日発売）
3. マジカルトワイライト3（7月21日発売）